# 7894 Rogers
7894 Rogers è un asteroide della fascia principale. Scoperto nel 1994, presenta un'orbita caratterizzata da un semiasse maggiore pari a 2,5722762 UA e da un'eccentricità di 0,1268233, inclinata di 14,07646° rispetto all'eclittica.